# Alice Kober
Pour les articles homonymes, voir Kober.
Alice Elisabeth Kober née le 23 décembre 1906 à New York et morte le 16 mai 1950 dans la même ville est une professeure de lettres classiques et archéologue américaine, connue pour avoir posé les bases du déchiffrement du linéaire B, un syllabaire utilisé pour l'écriture du mycénien, une forme archaïque du grec ancien.

## Biographie

### Enfance et études
Alice Elisabeth Kober est née dans le quartier de Manhattan, à New York le 23 décembre 1906 de parents hongrois émigrés ayant récemment quitté ce pays. Une élève brillante, elle a obtenu une licence de lettres classique du Hunter College, et ce fut dans cette université, grâce à un cours de grec ancien, qu'elle découvrit le Linéaire B. Captivée par cette langue, elle annonça le jour de l'obtention de son diplôme qu'un jour elle déchiffrerait ce syllabaire.

### Description de la personne
Alice Kober est décrite comme une personne assez ordinaire mais considérée comme une chercheuse avec un style démodé, pas particulièrement charismatique. Néanmoins, sa passion pour ses recherches fut intense. Ainsi, Eva Brann, une anciennes élève de Kober qui est devenu par la suite archéologue à l'université de Yale se souvient de cette phrase que sa professeure lui avait dite: 
« La seule façon de savoir si ce qu'on a fait est vraiment bien est si la colonne vertébrale vibre »

### Kober et le linéaire B
Après la mort d'Arthur Evans, vers le milieu des années 1940, les archives relatives aux tablettes d'argile comportant le linéaire et les notes de recherches d'Evans n'étaient accessibles que pour un cercle restreint de spécialistes, de préférence ceux qui approuvaient la théorie de Arthur Evans que le Linéaire B représentait une langue minoenne. Cependant, Alice Kober qui était professeur de lettres classiques au Brooklyn College, ayant obtenu l'autorisation nécessaire pour avoir accès à ces archives, commença une analyse méticuleuse du texte.
Kober mène ses recherches sur le Linéaire B en tant qu'assistante du chercheur John Myres.
Pour parvenir à une bonne analyse de cette langue, Kober a su qu'il fallait se détacher de toutes idées préconçues. Elle analysa en priorité la structure des textes présents dans les tablettes et la constructions des mots individuels.
À cette époque, on s'accordait sur le fait que le sens de lecture, donc d'écriture, du Linéaire B était de gauche à droite. La plupart des tablettes en argile  étaient archivées, ce qui a contribué tôt au comptage des caractères. Le nombre des symboles distincts s'élève à 90, ce qui indique un système d'écriture syllabique. Arthur Evans avait aussi suggéré une langue flexionnelle. Alors que certains spécialistes se doutaient qu'elle pouvait être liée à du grec ou à une langue cypriote, la plupart supposaient le Linéaire B écrit en une langue indigène crétoise.

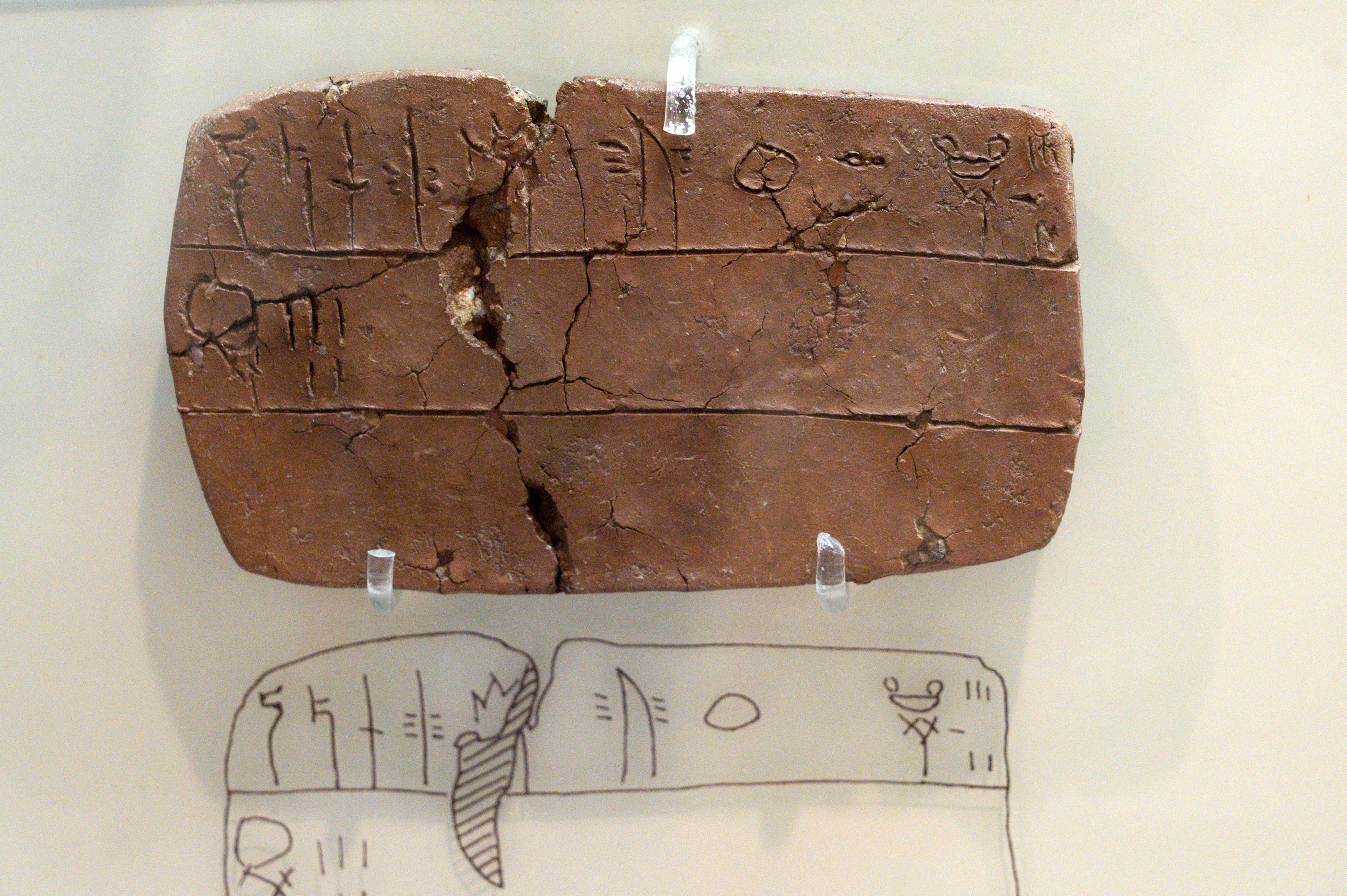
Tablette d'argile écrit en Linéaire B avec des notes en dessous

Le rationnement au cours de la Seconde Guerre mondiale avait rendu le papier rare, Kober coupait des feuillets de notes dans n'importe quel papier qu'elle pouvait trouver, comme les publicités, les livres et les enveloppes. Elle remplit plus de 186 000 feuillets sur les 90 signes que comportait le linéaire B.
Avec ces notes, elle prit en considération l'analyse statistique qu'elle fit concernant chaque lettre inscrite sur les tablettes d'argiles
Kober trouva des structures dans cette écriture : elle identifia des radicaux et des terminaisons de mots, qu'elle supposait indiquer la règle grammaticale. Elle a aussi classé certaines consonnes et voyelles.
Michael Ventris, qui en 1952 a déchiffré le Linéaire B, a parfois été vu comme l'auteur unique de cette découverte. Selon la BBC, cette idée a eu du succès du fait de sa conformité au modèle populaire « du génie solitaire ». Néanmoins, selon l'argument de certains experts, Ventris n'aurait pas pu déchiffrer ce système d'écriture sans les travaux préalables d'Alice Kober.

### Mort d'Alice Kober
Kober meurt d'un cancer à l'âge de 43 ans, deux ans avant que le déchiffrement du linéaire B ne soit conclu et annoncé par Michael Ventris.